# Pterolophia todui
Pterolophia todui är en skalbaggsart som beskrevs av Stefan von Breuning 1982. Pterolophia todui ingår i släktet Pterolophia och familjen långhorningar. Inga underarter finns listade i Catalogue of Life.